# Березенська волость
Березенська волость — адміністративно-територіальна одиниця Рівненського повіту Волинської губернії Російської імперії. Волосний центр — містечко Березне.
Станом на 1885 рік складалася з 19 поселень, 16 сільських громад. Населення — 10980 осіб (5115 чоловічої статі та 5865 — жіночої), 730 дворових господарства.
Основні поселення волості:
- Березне — колишнє власницьке містечко при річці Случ за 70 верст від повітового міста, 1012 осіб, 115 дворів; волосне правління; православна церква, костел, католицька каплиця, синагога, 3 єврейських молитовних будинки, школа, богадільня, 82 лавки. За 4 версти — цегельний завод. За 13 верст — винокурний завод із водяним млином. За 13 верст — смолоскипидарний завод.
- Білашівка — колишнє власницьке село, 486 осіб, 59 дворів, православна церква, водяний млин, вітряк.
- Вітковичі — колишнє власницьке село при річці Случ, 510 осіб, 50 дворів, водяний млин.
- Городище — колишнє власницьке село при річці Случ, 503 особи, 63 двори, водяний млин.
- Князь-Село — колишнє власницьке село при річці Случ, 377 осіб, 36 дворів, православна церква.
- Поляни — колишнє власницьке село при річці Мутвиця, 569 осіб, 59 дворів, православна церква, водяний млин, вітряк.
- Сільце — колишнє власницьке село при річці Случ, 330 осіб, 40 дворів, православна церква, водяний млин.

## Під владою Польщі
18 березня 1921 року Західна Волинь відійшла до складу Польщі. Волость продовжувала існувати як ґміна Березне Луцького повіту Волинського воєводства в тих же межах, що й за Російської імперії та Української держави.
1 січня 1925 року ґміну вилучено з Рівненського повіту і включено до Костопільського.
Розпорядженням міністра внутрішніх справ 27 жовтня 1933 р. розширено територію міста Березне шляхом вилучення з сільської ґміни Березне передмістя Березне, передмістя Сільце і маєтку Липки та включення їх до міста.
Польською окупаційною владою на території ґміни інтенсивно велася державна програма будівництва польських колоній і заселення поляками. На 1936 рік ґміна складалася з 42 громад:
1. Антонівка — колонії: Антонівка, Лисуха, Молодичі й Шури;
2. Білашівка — село: Білашівка, селище: Острижі та хутори: Костельний Хутір і Медвеже;
3. Білка — село: Білка та хутори: Пилипівка і Шиманиха;
4. Богуші — село: Богуші;
5. Борок-Кути — колонія: Борок-Кути;
6. Бронне — село: Бронне та гаївка: Заставище;
7. Голубне — село: Голубне;
8. Городище — село: Городище;
9. Ільники — колонія: Ільники;
10. Яблунне — село: Яблунне та урочища: Деражне і Занакут;
11. Яринівка — село: Яринівка та колонії: Дубрівка і Паньова;
12. Кадобище — колонія: Кадобище;
13. Кам'янка — село: Кам'янка;
14. Карачун — колонія: Карачун та гаївки: Хлівна, Ярунь, Малушка і Половиця;
15. Князьсело — село: Князь-Село та лісничівка: Брищі;
16. Крешів — колонія: Крешів та хутір: Зауголля;
17. Купля-Мала — колонія: Купля-Мала;
18. Купля-Велика — колонія: Купля-Велика;
19. Кургани — колонії: Кургани і Очеретянка;
20. Липники — колонія: Липники та урочища: Липники і Колодне;
21. Лизяна — село: Лизяна;
22. Лінчин — село: Лінчин та хутори: Рибче і За Шурою;
23. Майдан-Моквинський — колонія: Майдан-Моквинський;
24. Малинськ — колонія: Малинськ, гаївка: Ямське та урочища: Нінятка, Стара-Смолярня й Уйма;
25. Михалин — село: Михалин та гаївка: Хомини-Острівки;
26. Молодянівка — колонія: Молодянівка;
27. Моквин — село: Моквин;
28. Наталія — колонія: Наталія;
29. Орлівка — село: Орлівка;
30. Поляни — село: Поляни, колонія: Поляни, лісничівка: Борсуки та урочище: Мокре;
31. Рудня-Бобрівська — колонія: Рудня-Бобрівська, гаївки: Березьниця, Храпачів, Хвойники і Сукуватий-Город та лісничівка: Лісничівка;
32. Рудня-Княжсільська — колонія: Рудня-Княжсільська;
33. Рудня Лечинська — колонія: Рудня Лечинська, хутори: Хвастів і Глинне, гаївки: Чортория, Роботичі й За Ліском;
34. Сарківка — колонія: Сарківка;
35. Синяківка — колонія: Синяківка;
36. Теклівка — село: Теклівка, фільварки: Чорниха, Лукавка і Журне та хутори: Дроздиха і Снівне;
37. Тишиця — село: Тишиця;
38. Великеполе — колонії: Великеполе, Груша, Ягідне і Сніжкове;
39. Вітковичі — село: Вітковичі та фільварки: Бір, Підхатинка і Верба;
40. Залісся — колонія: Залісся;
41. Замостище — колонії: Замостище й Малі-Замостищі;
42. Зарічка — колонія: Зарічка.

Після радянської анексії західноукраїнських земель ґміна ліквідована у зв'язку з утворенням Березнівського району.